# Braine-l'Alleud
Braine-l'Alleud es un municipio belga perteneciente a la provincia de Brabante Valón, en la Región Valona. En su término municipal se halla el famoso león de Waterloo, monumento construido en 1826 que representa a un león sobre un montículo observando el campo de la batalla de Waterloo.

## Geografía
Braine-l'Alleud forma conurbación con el vecino municipio de Waterloo y se ubica unos 10 km al sur de la capital nacional Bruselas, a la cual está conectada por la carretera N5 que une Bruselas con Charleroi.

### Secciones del municipio
El municipio comprende los antiguos municipios, que se fusionaron en 1977:
| - Braine-l'Alleud - Ophain-Bois-Seigneur-Isaac - Lillois-Witterzée |

## Demografía
A 1 de enero de 2019 tiene 40 008 habitantes, lo que lo convierte en el municipio más poblado de la provincia.

### Evolución
Todos los datos históricos relativos al actual municipio, el siguiente gráfico refleja su evolución demográfica, incluyendo municipios después de efectuada la fusión el 1 de enero de 1977.
| Gráfica de evolución demográfica de Braine l'Alleud entre 1846 y 2020 |
|                                                                       |